# Pablo Bastianini
Pablo Bastianini (født 9. november 1982) er en argentinsk fodboldspiller.